# Spartak, Nedrîhailiv
Spartak (în ucraineană Спартак) este un sat în comuna Horujivka din raionul Nedrîhailiv, regiunea Sumî, Ucraina.

## Demografie
Componența lingvistică a localității Spartak
     Ucraineană (96,55%)
     Rusă (2,3%)
     Maghiară (1,15%)
Conform recensământului din 2001, majoritatea populației localității Spartak era vorbitoare de ucraineană (96,55%), existând în minoritate și vorbitori de rusă (2,3%) și maghiară (1,15%).